# Sympetrum risi
Sympetrum risi – gatunek ważki z rodziny ważkowatych (Libellulidae). Występuje w Japonii, Korei, Chinach, rzadko na południu Rosyjskiego Dalekiego Wschodu (Kraj Nadmorski, obwód amurski).